# Turkowice (Lublin)
Turkowice is een dorp in de Poolse woiwodschap Lublin. De plaats maakt deel uit van de gemeente Werbkowice.